# Памятник «Прерванная линия»
Пре́рванная ли́ния (эст. Katkenud liin) — памятник в Таллине, столице Эстонии, посвящённый погибшим при крушении парома «Эстония» в ночь с 27 на 28 сентября 1994 года. Расположен в центре города рядом с башней «Толстая Маргарита», недалеко от бульвара Мере. Авторы памятника — эстонский архитектор Виллу Яанисоо (Villu Jaanisoo) и финский архитектор Йорма Мукала (Jorma Mukala). Памятник был открыт через два года после трагедии, 27 сентября 1996 года.

## Описание
Монумент представляет собой изогнутую стальную балку квадратного сечения, которая начинается в саду Маргариты и огибает место, где ранее находился бастион Больших Морских ворот, ломаясь посередине; в конце колонны установлена гранитная плита, на которой выгравированы дата кораблекрушения и имена погибших. Местом установки мемориала стал район Больших Морских ворот, поскольку в нескольких минутах ходьбы оттуда находится пассажирский порт, откуда в 1994 году паром вышел в своё трагическое путешествие.
По словам авторов монумента, он символизирует прерванный путь, последний рейс вышедшего из Таллина в Стокгольм парома «Эстония». Перелом балки посередине символизирует середину пути — то место, куда дошёл паром перед своей гибелью. Рядом с монументом стоит высокий крест, смотрящий в сторону моря; он был установлен в день трагедии. 
Ежегодно в годовщину гибели парома к монументу приходят родственники и близкие погибших; здесь также проводится поминальная служба, которую служит священник Яановской церкви.
Памятник был открыт президентом Эстонии Леннартом Мери 28 сентября 1996 года в 11 часов.
28 сентября 2014 года, в 20-ю годовщину гибели парома «Эстония», у мемориала состоялся концерт продолжительностью шесть с половиной часов (начался в 19 часов, закончился в 1:30) — столько, сколько продолжался последний рейс парома. Музыкальную мантру написал скрипач Тийт Кикас; она сопровождалась световыми эффектами, которые создавала лазерная арфа.
Мемориал неоднократно подвергался нападениям вандалов. В частности, вечером 2013 года вандалы разрисовали краской гранитную плиту.

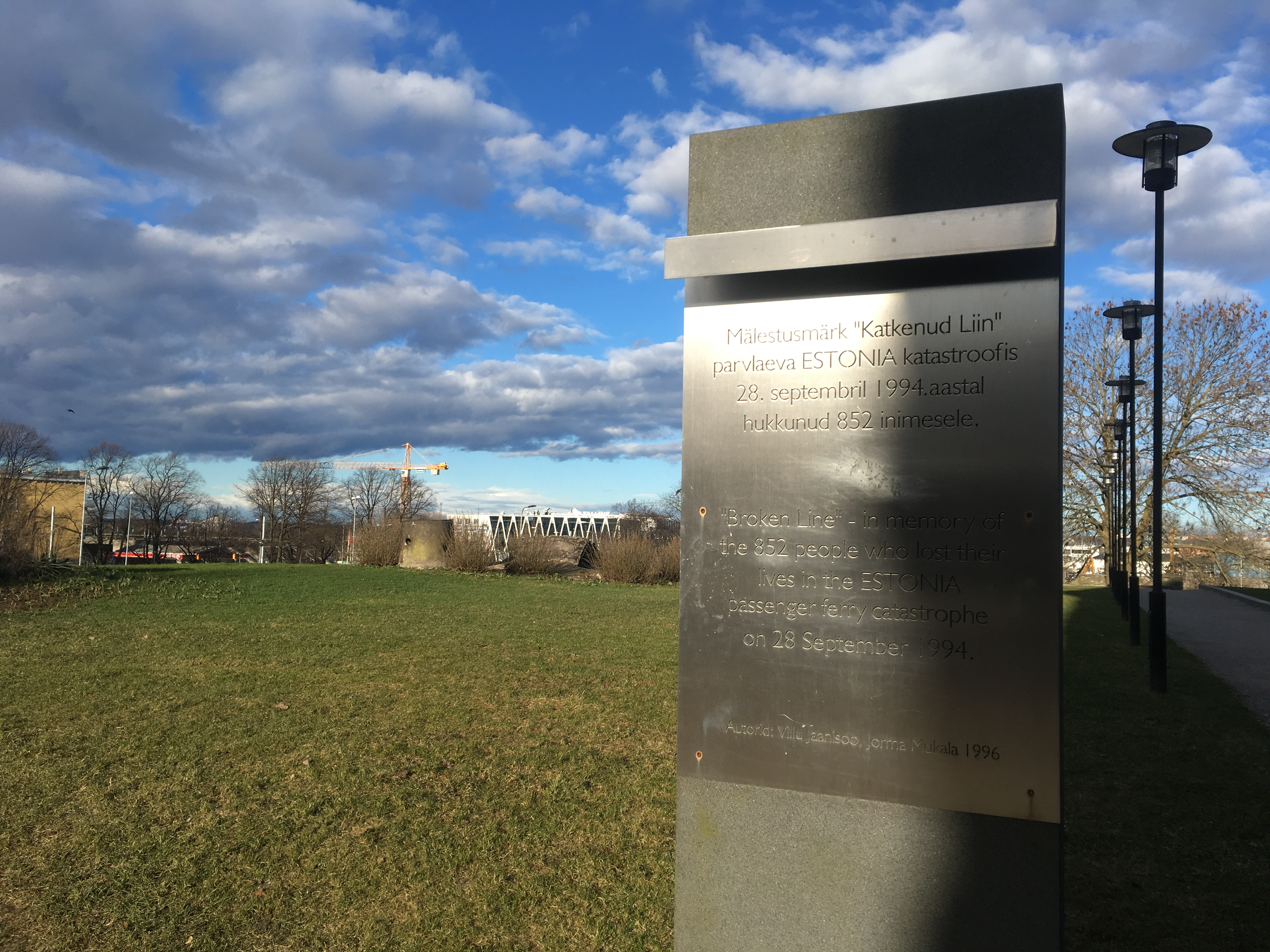
Информационная табличка на эстонском и английском языках
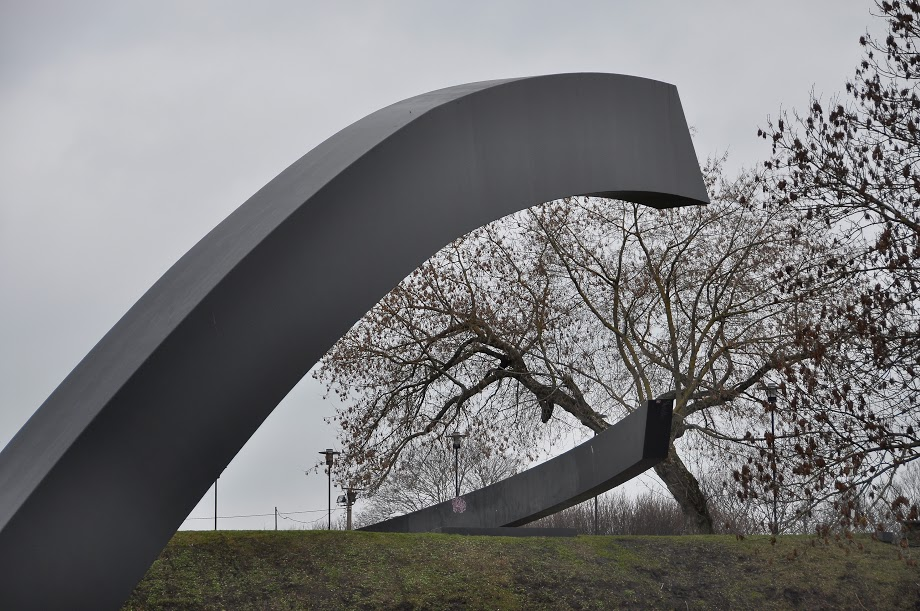
Стальная балка монумента
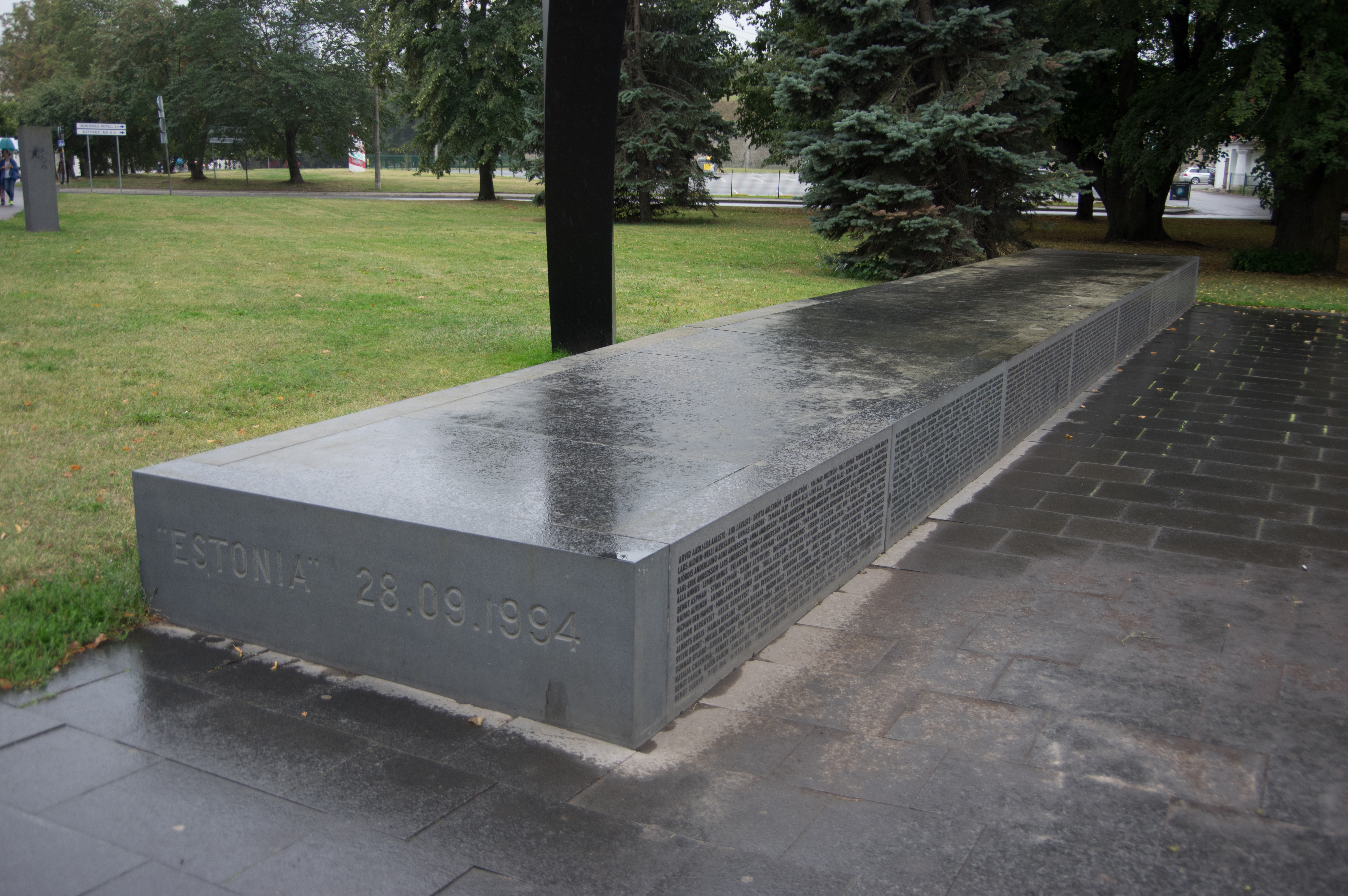
Гранитная плита с именами погибших
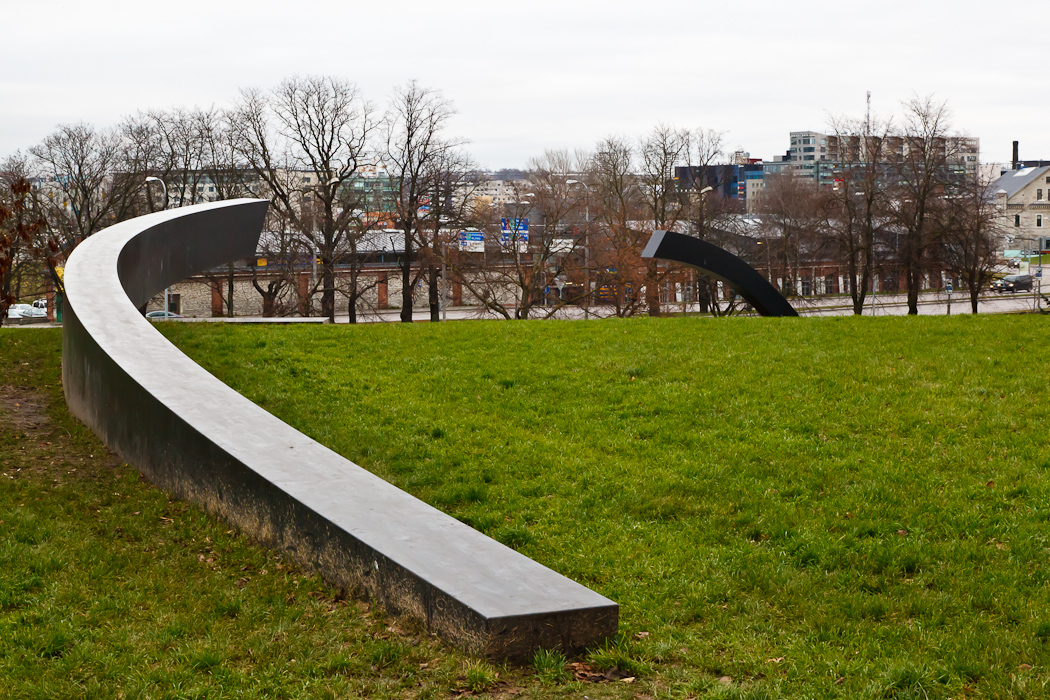
Вид памятника от башни «Толстая Маргарита»
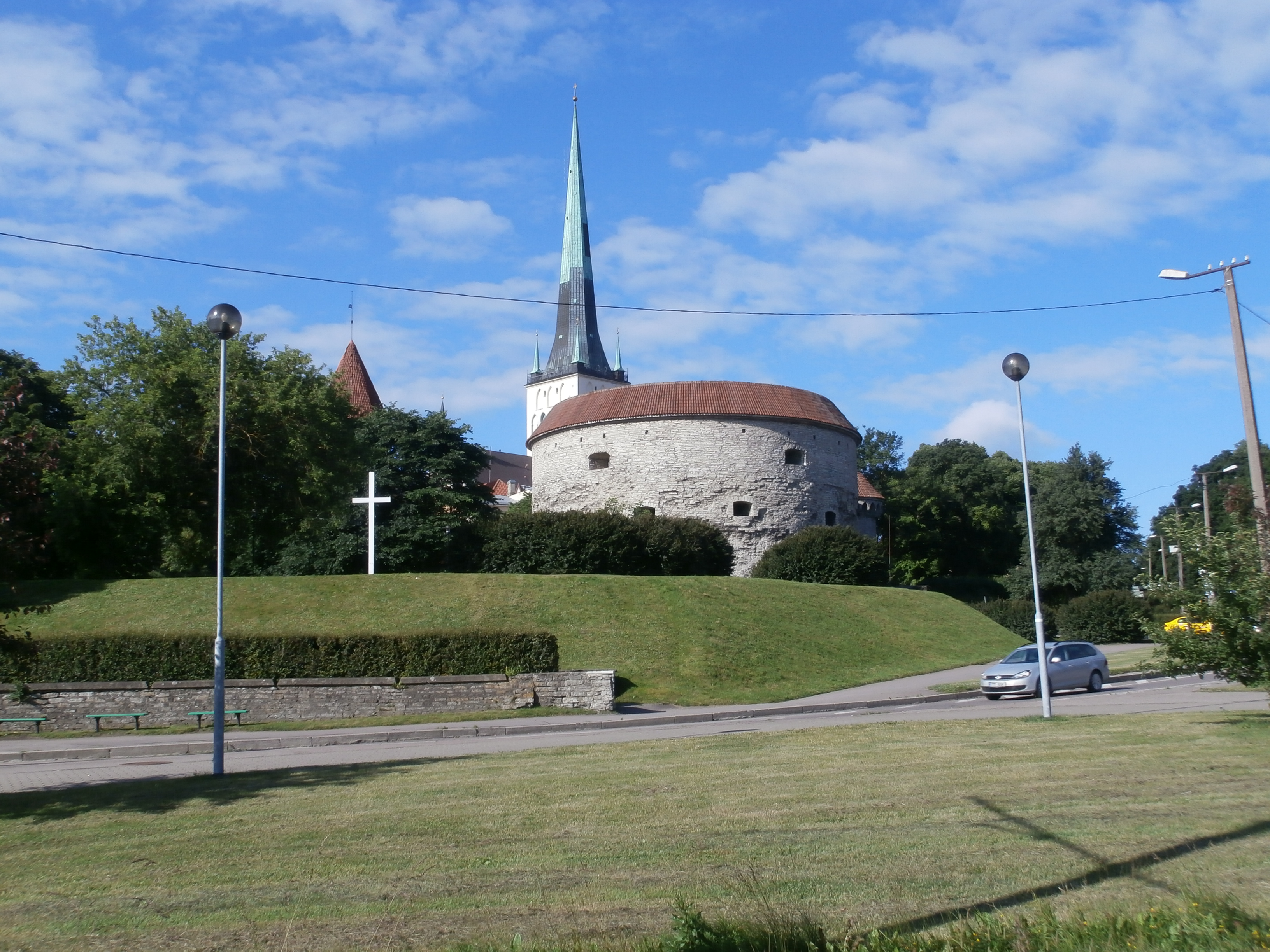
Вид на сад Маргариты и крест с бульвара Мере
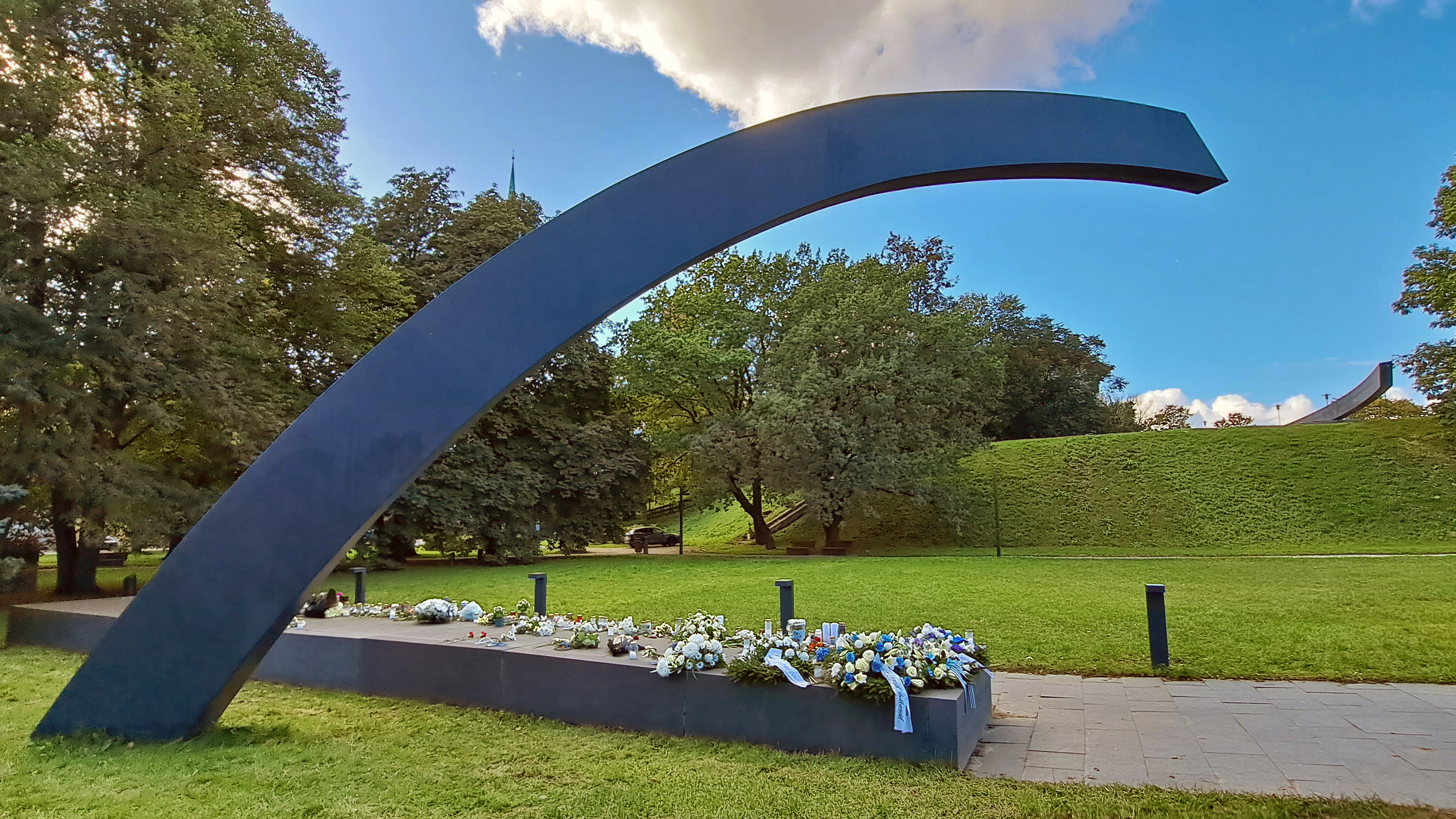
Памятник 30 сентября 2024 года